# 슈바벤어
슈바벤어(독일어: Schwäbisch)는 고지 독일어에 속하는 독일어의 방언으로, 간혹 (광의의) 알레만 독일어 방언군의 일부로 분류되기도 한다. 역사적인 슈바벤 지역에서 주로 사용되며, 이는 오늘날의 독일 바덴뷔르템베르크주 중부 및 동남부, 바이에른주 남서부에 해당한다. 캅카스와 다뉴브강 유역의 독일인 디아스포라에서도 슈바벤어 계통의 방언들이 사용된다.

## 같이 보기
- 슈바벤인
- 상부 독일어